# Гукстед (переписна місцевість, Нью-Гемпшир)
Гукстед (англ. Hooksett) — переписна місцевість (CDP) в США, в окрузі Меррімак штату Нью-Гемпшир. Населення — 5283 особи (2020).

## Географія
Гукстед розташований за координатами 43°5′46″ пн. ш. 71°27′26″ зх. д. / 43.09611° пн. ш. 71.45722° зх. д. (43.095989, -71.457220).  За даними Бюро перепису населення США в 2010 році переписна місцевість мала площу 13,39 км², з яких 12,39 км² — суходіл та 0,99 км² — водойми. В 2017 році площа становила 14,09 км², з яких 13,04 км² — суходіл та 1,05 км² — водойми.

## Демографія
Згідно з переписом 2010 року, у переписній місцевості мешкало 4147 осіб у 1819 домогосподарствах у складі 1166 родин. Густота населення становила 310 осіб/км².  Було 1945 помешкань (145/км²).
Расовий склад населення:
| - 93,9 % — білих - 1,8 % — азіатів - 1,6 % — чорних або афроамериканців - 0,1 % — вихідців з тихоокеанських островів - 0,1 % — корінних американців |

До двох чи більше рас належало 1,7 %. Частка іспаномовних становила 2,3 % від усіх жителів.
За віковим діапазоном населення розподілялося таким чином: 19,7 % — особи молодші 18 років, 65,4 % — особи у віці 18—64 років, 14,9 % — особи у віці 65 років та старші. Медіана віку мешканця становила 41,9 року. На 100 осіб жіночої статі у переписній місцевості припадало 89,3 чоловіків;  на 100 жінок у віці від 18 років та старших — 87,5 чоловіків також старших 18 років.
Середній дохід на одне домашнє господарство  становив 73 751 долар США (медіана — 68 294), а середній дохід на одну сім'ю — 83 351 долар (медіана — 74 658). Медіана доходів становила 45 516 доларів для чоловіків та 46 434 долари для жінок. За межею бідності перебувало 3,8 % осіб, у тому числі 0,0 % дітей у віці до 18 років та 2,7 % осіб у віці 65 років та старших.
Цивільне працевлаштоване населення становило 2235 осіб. Основні галузі зайнятості: освіта, охорона здоров'я та соціальна допомога — 28,8 %, виробництво — 12,1 %, фінанси, страхування та нерухомість — 9,1 %, мистецтво, розваги та відпочинок — 7,6 %.